# Ashikaga Yoshiharu
Ashikaga Yoshiharu (tiếng Nhật: 足利 義晴, Túc Lợi Nghĩa Tình; 2 tháng 5 năm 1511 — 20 tháng 5 năm 1550) là shogun thứ 12 của Mạc phủ Ashikaga ở Nhật Bản, nắm quyền từ năm 1521 đến năm 1546.